# Acanthisittidae
Gli Acantisittidi (Acanthisittidae Sundevall, 1872) sono una famiglia di uccelli dell'ordine dei Passeriformi.

## Descrizione

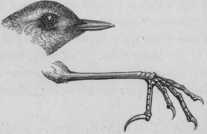
Illustrazione con dettagli di testa e zampe.

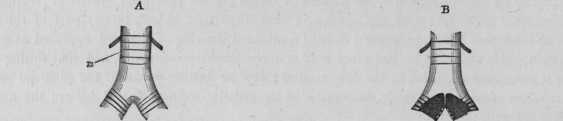
Siringe di Xenicus longipes.

La famiglia comprende uccelli di piccole dimensioni (sotto i 10 cm di lunghezza) e dall'aspetto simile a quello degli scriccioli, arrotondato e paffuto, con lungo becco sottile e appuntito e zampe forti e grandi, mentre le ali sono poco sviluppate.
Il piumaggio si presenta generalmente bruno-olivastro dorsalmente e più chiaro (grigio, biancastro o giallo) inferiormente: il dimorfismo sessuale nella colorazione è presente solo nel fuciliere, mentre nelle altre specie le femmine sono più grandi dei maschi ma del loro stesso colore.

## Distribuzione e habitat
La famiglia è endemica della Nuova Zelanda: delle due specie viventi, il fuciliere popola le pinete di ambedue le isole, mentre lo scricciolo dell'Isola del Sud abita piccole porzioni dei pascoli montani dell'Isola del Sud.

Delle specie estintesi più di recente lo scricciolo di Stephens Island era endemico di Stephens Island, mentre lo scricciolo dei cespugli abitava ambedue le isole: delle specie subfossili, il genere Pachyplichas popolava le due isole con una specie su ciascuna, e lo scricciolo beccolungo era endemico dell'Isola del Sud.

## Biologia
Si tratta di uccelli diurni e tendenzialmente solitari: mentre le due specie viventi (pur essendo cattive volatrici) sono in grado di volare, quelle estinte rappresentano (assieme allo zigolo zampelunghe, anch'esso estinto) dei rarissimi casi di passeriformi inetti al volo.
Le specie della famiglia sono tutte insettivore. Il fuciliere e lo scricciolo dell'Isola del Sud si comportano in maniera simile ai rampichini, percorrendo i tronchi a spirale dal basso verso l'alto e poi planando fino alla base dell'albero più vicino: gli scriccioli neozelandesi incapaci di volare, invece, molto verosimilmente reperivano il proprio nutrimento al suolo, raspando il terreno e smuovendo i detriti col becco.
Gli Acantisittidi sono uccelli monogami, che costruiscono un nido globoso in prossimità del suolo, in una cavità naturale di tronchi, cortecce o rocce: alla costruzione del nido, alla cova ed all'allevamento della prole partecipano ambedue i genitori.

## Tassonomia

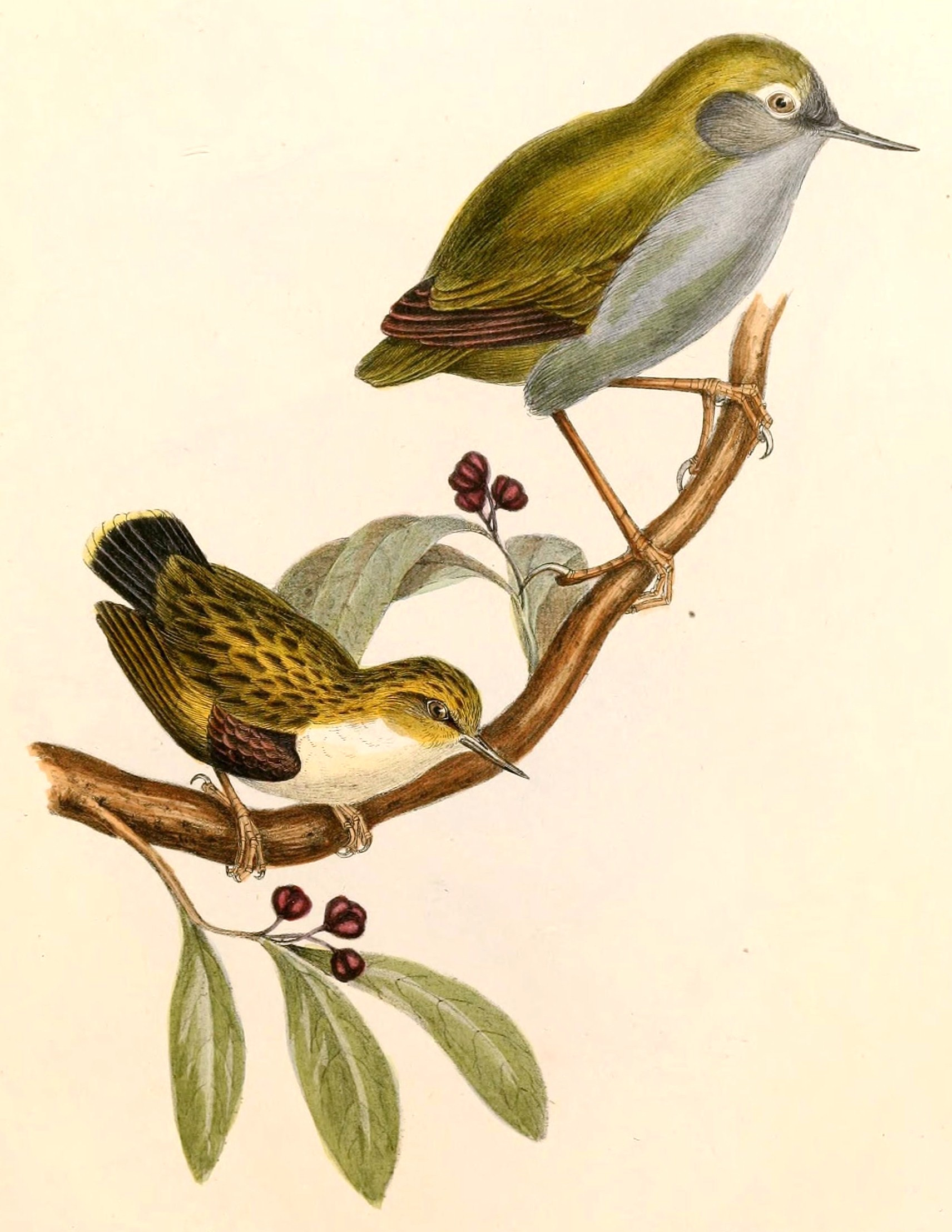
In alto Xenicus longipes
In basso Acanthisitta chloris.

Alla famiglia vengono ascritti tre generi, per un totale di due specie viventi più due estintesi in tempi storici:
Famiglia Acanthisittidae
- Genere Acanthisitta
  - Acanthisitta chloris (Sparrman, 1787) - fuciliere
- Genere Xenicus
  - Xenicus gilviventris Pelzeln, 1867 - scricciolo dell'Isola del Sud
  - Xenicus longipes (Gmelin, 1789) † - scricciolo del bush
- Genere Traversia †
  - Traversia lyalli (Rothschild, 1894) † - scricciolo dell'Isola di Stephens

A queste, si aggiungono tre generi estintisi in tempi precedenti e noti in base a resti subfossili: Pachyplichas, Dendroscansor e Kuiornis.
Fin dalla loro scoperta, gli scriccioli neozelandesi hanno creato non pochi grattacapi ai tassonomi, a causa della loro incerta classificazione: storicamente associate ai suboscines (Pittidae, Cotingidae, Furnariidae, Thamnophilidae, a seconda dell'autore), la tassonomia degli uccelli di Sibley-Ahlquist (dopo che il solo Sibley ne aveva proposto l'accorpamento agli uccelli canori in seguito ad analisi delle proteine dell'albume) in seguito ad analisi molecolari evidenziò che il raggruppamento degli Acanthisittidae rappresenta una delle linee evolutive più ancestrali dell'ordine Passeriformes, formando il taxon fratello rispetto al raggruppamento Suboscines-Oscines, dal quale avrebbero cominciato a divergere fra gli 85 e gli 82 milioni di anni fa.

All'interno della famiglia, le varie specie sono tutte strettamente imparentate fra loro, suggerendo un collo di bottiglia durante l'Oligocene (quando gran parte della Nuova Zelanda era sommersa).